# Nebivolol
Nebivolol is een geneesmiddel uit de groep van de bètablokkers. Het verlaagt de bloeddruk, regelt de hartslag en vermindert de zuurstofbehoefte van het hart. Het is enkel op voorschrift verkrijgbaar, en wordt voorgeschreven voor de behandeling van essentiële hypertensie (verhoogde bloeddruk), angina pectoris, hartritmestoornissen en na een hartinfarct, om herhaling te voorkomen.

## Algemeen
Het middel is ontwikkeld door Janssen Pharmaceutica uit Beerse (België), dat er in 1987 een octrooi op verkreeg. Het kwam in Nederland op de markt eind 1996, en in de rest van de Europese Unie in 1997. Het wordt onder licentie verkocht door Menarini Farma Nederland onder de merknaam Nebilet.
In de Verenigde Staten en Canada is de merknaam Bystolic en wordt het verkocht door Forest Laboratories, Inc. dat hiervoor een overeenkomst afsloot met Mylan Inc., de licentiehouder van nebivolol in die landen. De Food and Drug Administration (FDA) in de Verenigde Staten keurde op 17 december 2007 nebivolol goed voor de behandeling van hypertensie.
De octrooibescherming van 20 jaar is afgelopen in oktober 2010. Sindsdien kunnen ook generieke vormen van het middel op de markt komen.
Nebivolol is een racemisch mengsel van twee enantiomeren, l- en d-nebivolol. In de medicamenten gebruikt men het in de vorm van het hydrochloridezout (nebivolol-hydrochloride).

## Werking
Nebivolol is een selectieve, lipofiele bètablokker, die alleen de adrenerge β1-receptoren blokkeert en de β2-receptoren ongemoeid laat. Hierdoor gaat het hart minder hard pompen. Ook heeft het een bloedvatenverwijdend effect door een effect op de synthese van stikstofmonoxide. Het gevolg is een daling van de bloeddruk, die na een paar weken merkbaar wordt. Het bètablokkerend effect wordt vooral toegeschreven aan de d-enantiomeer.

## Bijwerkingen
De meest voorkomende bijwerkingen zijn:
- maag-darmklachten;
- vermoeidheid of duizeligheid;
- slaapstoornissen;
- koude handen en voeten.

## Interacties
Geneesmiddelen waarmee nebivolol wisselwerkingen vertoont zijn:
- Andere bloeddrukverlagende middelen;
- Ontstekingsremmende pijnstillers. Veel ontstekingsremmende pijnstillers kunnen de werking van nebivolol verminderen;
- Luchtwegverwijdende middelen. Nebivolol kan het effect van de luchtwegverwijder verminderen;
- Alfablokkers (middelen die worden gebruikt bij mannen met een vergrote prostaat); deze kunnen in het begin van de behandeling de bloeddruk verlagen. Nebivolol versterkt deze bijwerking;
- Bloedglucoseverlagende middelen, zoals insuline, metformine en tolbutamide gebruikt door mensen met diabetes. Nebivolol, en bètablokkers in het algemeen, onderdrukken de waarschuwende signalen zoals hartkloppingen, die wijzen op een te lage hoeveelheid glucose in het bloed.

## Contra-indicaties
Nebivolol mag niet genomen worden door patiënten die overgevoelig zijn voor het middel of patiënten met:
- vertraagde hartslag;
- vertraagde werking van de schildklier;
- myasthenia gravis;
- fenomeen van Raynaud;
- ernstige leverstoornis;
- ernstige nierstoornis.

Bij chronische longziekten (astma, chronische bronchitis, longemfyseem) kunnen betablockers in het algemeen tot ademhalingsproblemen leiden. Daarom is het belangrijk om onder medisch toezicht te testen in hoeverre deze verdragen worden. Nebivolol is zeer sterk cardio-selectief en wordt in het algemeen goed verdragen bij chronische longziekten.
Het gebruik van nebivolol wordt afgeraden tijdens zwangerschap of borstvoeding.

## Websites
- apotheek.nl. Nebivolol.